# Analog television
Analog television, television innebär i dagligt tal att utsändningen av en TV-kanal sker i analog form, dvs att videosignalen direkt modulerar en bärvåg som motsvarar den önskade sändningsfrekvensen. Digital television innebär att videosignalen digitaliseras och komprimeras innan den modulerar bärvågen, (jämför digital television.)
All television var analog från början och digital television är införd för att få störningsfri överföring och utrymme för fler TV-kanaler.
Analoga televisionens olika färgsystem är
- Phase Alternating Line (PAL)
- National Television Standards Committee (NTSC)
- Séquentiel Couleur avec Mémoire SECAM

## Markbundna analoga TV-nätet släcks ner
Många länder har övergått till digitala sändningar och har då också släckt ner de analoga sändningarna. Nedan följer några datum när det släckts ner i olika länder.
- 1 september 2006 Luxemburg[1]
- 11 december 2006 Nederländerna[1]
- 1 september 2007 Finland[1]
- 29 oktober 2007 Sverige[1]
- 31 december 2008 Tyskland[1]
- 31 oktober 2009 Danmark[1]
- 30 november 2009 Norge[1]
- 3 april 2010 Spanien[1]
- 31 december 2010 Slovenien[1]
- 31 mars 2011 Israel[2]
- 30 november 2011 Frankrike[1]
- 30 november 2011 Belgien[1]
- 31 december 2012 Italien[1]